# کیج واریورز
کیج واریورز (انگلیسی: Cage Warriors) شرکت تبلیغات ورزشی ایرلندی است، که در سال ۲۰۰۲ توسط دوگی ترومن تأسیس شد.